# Rzadkowice (Mościska)
Rzadkowice (ukr. Рідковичі) – część miasta Mościska  na Ukrainie, w obwodzie lwowskim, w rejonie mościskim. Leży w południowo-wschodniej części miasta. Dawniej samodzielna wieś.
W II Rzeczypospolitej do 1934 samodzielna gmina jednostkowa. Następnie miejscowość należała do zbiorowej wiejskiej gminy Mościska w powiecie mościskim w woj. lwowskim. Rzadkowice utworzyły wtedy gromadę, składającą się z miejscowości Rzadkowice.
Podczas II wojny światowej w gminie Mościska w Landkreis Lemberg w dystrykcie Galicja (Generalne Gubernatorstwo). Liczyły wtedy 218 mieszkańców. Po wojnie w Związku Radzieckim.